# Тит Клодий Эприй Марцелл
Тит Клодий Эприй Марцелл (лат. Titus Clodius Eprius Marcellus; умер в 79 году) — римский оратор и государственный деятель, доносчик.
Происходил из знатного рода Клодиев из Капуи. О его родителях нет никаких сведений. Выходец   из  низших  социальных  слоев,  он  рано  сумел  добиться  сенаторских должностей. В правление императора Калигулы Марцелл перебрался в Рим. Следующий император Клавдий предоставил ему звание сенатора.  Когда  в конце декабря 48 г. Клавдий по проискам Агриппины заставил отказаться от претуры жениха своей дочери Октавии Луция Силана, Марцелл выпросил себе  эту должность на оставшиеся считанные дни (Тацит. Анналы, XII, 4) и, ставши таким образом  преторием,  получил  возможность  добиваться  управления  провинциями и консульства. В 49 году Марцелл получает назначение легата легиона. С 53 до 56 в качестве пропретора он управлял провинцией Ликия.  Наместником он был трижды, в частности, в 57 г. в Памфилии, жители которой  обвинили его в вымогательстве. Хотя наместники других провинций, против
которых  одновременно  были возбуждены аналогичные процессы, были осуждены, хотя доказательства вины Эприя Марцелла были не менее убедительны, он сумел не только остаться  безнаказанным,  но  и добиться ссылки своих обвинителей (Тацит. Анналы, XIII, 33).  Благодаря вмешательству императора Нерона, он был оправдан. Около 56 года Марцелл был включён в состав жреческой коллегии авгуров. В правление Нерона он некоторое время занимал должность проконсула Кипра.
В 62 году Марцелл становится консулом-суффектом.  После  первого  консульства  в  62  г.  он  выступает  как доносчик в ряде процессов  об  оскорблении  величия, в частности против Тразеи Пэта. Обладая большими ораторскими способностями, Эприй в 66 году в угоду императора выступал против Тразеи Пета, который находился в оппозиции к императору. За это Марцелл получил пять миллионов сестерциев. После гибели Нерона Гай Гельвидий Приск обвинил Марцелла в пособничестве преступлениям погибшего императора, впрочем благодаря императору Вителлию, Тит Клодий был оправдан. Несмотря на ненависть,  которую  он  возбудил  к  себе  этим среди сенаторов, и на публичные обвинения, выдвинутые против него Гельвидием Приском, он и при смене династий  сумел  удержаться. Впоследствии Марцелл поддержал Веспасиана в борьбе за власть, добился  расположения Веспасиана и в 74 г. стал во второй  раз консулом. 
После того, как Веспасиан стал императором, чтобы уменьшить недовольство Марцеллом в сенате, император назначил Клодия проконсулом провинции Азия. Последний выполнял свои обязанности с 70 по 73 год. В 74 году стал консулом-суффектом во второй раз вместе с Квинтом Петиллием Цериалом. Вопреки дружбе с императором, в 79 году Марцелл принял против него участие в заговоре Авла Цецины Алиена, однако они были разоблачены Титом Флавием, его карьере пришел конец, и он должен был покончить с собой. Эприй   Марцелл   был   одним  из  самых  выдающихся  ораторов  своего  времени, отличавшимся  темпераментом, находчивостью и остроумием (Тацит. Диалог об ораторах, 5 и 8).